# Tampa Bay Rowdies
Los Tampa Bay Rowdies fue un equipo de fútbol ubicado en la ciudad de Tampa, Florida (Estados Unidos). El club fue fundado en 1975 como franquicia de expansión de la desaparecida North American Soccer League desde 1975 y se mantuvo en ella hasta su desaparición en 1984. Después participó en diferentes competiciones, hasta su desaparición final en 1993.

## Historia
El equipo fue fundado en 1975 por iniciativa del empresario George W. Strawbridge, quien logró una franquicia de expansión en la North American Soccer League (NASL). Ese mismo año debutó en el torneo, con una plantilla formada en su mayoría por jugadores británicos, y en su primer año consiguió el título de liga, al vencer en la final a Portland Timbers por 2:0. En los siguientes años, se convirtió en uno de los equipos más fuertes de la competición gracias a los delanteros Derek Smethurst, Rodney Marsh y Óscar Fabbiani. Aunque perdió dos finales de liga frente a New York Cosmos (1978) y Vancouver Whitecaps (1979), Tampa venció en la primera temporada de fútbol indoor de la NASL en 1980.
Pero con la progresiva retirada de equipos de la NASL y los problemas económicos de muchas formaciones, el fútbol perdió interés en Estados Unidos. En 1983, Strawbridge vendió el equipo a un grupo de empresarios, y un año después la North American Soccer League desapareció. A pesar de ello, Tampa Bay Rowdies siguió con vida y sus dueños inscribieron al club en la American Indoor Soccer Association, una liga de fútbol indoor en la que sólo duraron una temporada. En 1987 regresó al fútbol 11 con su ingreso en la American Professional Soccer League, en la que se mantuvo hasta su desaparición definitiva en 1993.
Después de este club, se intentaron crear otros equipos sin éxito, como la franquicia Tampa Bay Mutiny que funcionó desde 1995 hasta 2001 en la Major League Soccer. Aunque se intentó que el equipo de la ciudad de Tampa fundado en 2008 se llamaría Tampa Bay Rowdies, este tuvo que cambiar su nombre por el de FC Tampa Bay por derechos de autor. hasta que en el 2011 vuelve a jugar de nuevo con el mismo nombre en la renacida NASL.

## Estadio
Tampa Bay Rowdies jugó sus partidos como local en Tampa Stadium, un campo de fútbol americano con capacidad para 71.000 espectadores y hierba natural. El estadio, que fue derrumbado en 1999, era también el hogar de Tampa Bay Buccaneers (NFL).

## Palmarés

### NASL Primera Época
- North American Soccer League: 1975
- Premier de Temporada Regular NASL: 1976
- Campeonatos de Conferencia (3):
  - Conferencia Atlántico: 1976
  - Conferencia Americana (2): 1978, 1979
- Campeonatos de Division (5):
  - División Este: 1975, 1976, 1978, 1979, 1980

#### Fútbol Indoor
- NASL Indoor Soccer (2): 1976, 1979-80
- NASL Grand Prix: 1983
- Conferencia Americana Indoor (1): 1981-82

## Temporadas

### NASL
| Año  | Récord | Temporada Regular                         | Playoffs                        | Goleador(es)                                             | Asistencia Promedio |
| ---- | ------ | ----------------------------------------- | ------------------------------- | -------------------------------------------------------- | ------------------- |
| 1975 | 16–6   | 1º, Eastern Division                      | Campeón                         | Derek Smethurst-18, Stewart Scullion-7                   | 10,728              |
| 1976 | 18–6   | 1º, Eastern Division, Atlantic Conference | Final Atlantic Conference       | Derek Smethurst-20, Rodney Marsh-11, Stewart Scullion-10 | 16,452              |
| 1977 | 14–12  | 3º, Eastern Division, Atlantic Conference | Playoff Divisional              | Derek Smethurst-19, Rodney Marsh-8, David Robb-8         | 19,491              |
| 1978 | 18–12  | 1º, Eastern Division, American Conference | Finalista                       | Rodney Marsh-18, David Robb-16, Steve Wegerle-7          | 18,123              |
| 1979 | 19–11  | 1º, Eastern Division, American Conference | Finalista                       | Oscar Fabbiani-25, Rodney Marsh-11, Petar Baralić-9      | 27,650              |
| 1980 | 19–13  | 1º, Eastern Division, American Conference | Semifinales American Conference | Oscar Fabbiani-13, Neill Roberts-10, Steve Wegerle-9     | 28,345              |
| 1981 | 15–17  | 4º, Southern Division                     | Cuartos de final                | Frank Worthington-11, Luis Fernando-9, David Moss-9      | 22,299              |
| 1982 | 12–20  | 3º, Southern Division                     | No clasificó                    | Luis Fernando-16, Tatu-7                                 | 22,532              |
| 1983 | 7–23   | 3, Southern Division                      | No clasificó                    | Tatu-12, Manny Rojas-8                                   | 18,507              |
| 1984 | 9–15   | 4º, Eastern Division                      | No clasificó                    | Roy Wegerle-9, Neill Roberts-9, Wes McLeod-7             | 10,932              |

### AISL
| Año     | Liga | J  | G  | P  | GF  | GC  | Temporada Regular | Playoffs         | Asistencia Promedio |
| ------- | ---- | -- | -- | -- | --- | --- | ----------------- | ---------------- | ------------------- |
| 1986–87 | AISA | 42 | 21 | 21 | 170 | 172 | 3º, Southern      | Cuartos de final | 2,048               |

### ASL/APSL
| Año  | Liga | Temporada Regular | Playoffs     | US Open Cup  |
| ---- | ---- | ----------------- | ------------ | ------------ |
| 1988 | ASL  | 3º, Southern      | No clasificó | No participó |
| 1989 | ASL  | ASL               | 1º, Southern | Semifinales  |
| 1990 | APSL | 2º, ASL South     | No participó | Semifinales  |
| 1991 | APSL | 3º, American      | No participó | No clasificó |
| 1992 | APSL | 2º                | No participó | Finalista    |
| 1993 | APSL | 3º                | No participó | Semifinales  |

## Entrenadores
| - Eddie Firmani (1975–1977) - John Boyle (1977) | - Gordon Jago (1978–1982) - Kevin Keelan (1982) (interino) | - Al Miller (1982–83) - Rodney Marsh (1984) |

## Jugadores

### Jugadores destacados
| - Arnie Mausser - Frantz Mathieu - Boris Bandov - Bob Bolitho - Joey Fink | - Peter Roe - Njego Pesa - Arsène Auguste - Jack Brand - Peter Chandler | - Wim Suurbier - Wes McLeod - Clyde Best - Željko Bilecki |